# Mohyliv-Podilski
Mohyliv-Podilski (en ucraniano: Могилів-Подільський) es una ciudad de Ucrania perteneciente a la óblast de Vínnytsia. Es la capital del raión de Mohyliv-Podilski.
En 2015 tiene una población estimada de 31 674 habitantes.
Es una ciudad dividida situada en la orilla del río Dniéster, en la frontera con Moldavia. En el lado moldavo se halla, unida a Mohyliv-Podilski, la ciudad de Otaci.

## Historia

### Edad Media
Las primeras menciones de asentamientos en el lugar de la moderna Mogilev-Podilskyi se remontan al año 1450. La ciudad fue fundada en 1595. Se considera que el fundador de la ciudad es la Tumba de Ieremia, quien construyó su castillo en este lugar y luego entregó estas tierras a su yerno Stefan Potocki. En agradecimiento por esto y en memoria de su suegro, este último llamó a la ciudad Mogilev. En el futuro, la ciudad se llamó Mohyliv-on-Dnister, y sólo durante la época soviética recibió su nombre actual: Mohyliv-Podilska. Durante cinco siglos, Mogilev del Dniéster fue uno de los centros importantes del Transnistria central. Durante esta época, la ciudad y la región de Mogilev experimentaron altibajos, se encontraron en el torbellino de guerras de liberación y movimientos populares. La naturaleza milagrosa de esta región, situada a lo largo de los "ríos de la vida": el Dniéster y Murafa, atrajo a personas de diferentes estatus sociales y ocupaciones. Se sabe por documentos históricos que en la primera mitad del siglo XV. en el lugar de la actual Mogilev, en la desembocadura del río Derlo, se encontraba el pueblo de Ivanykyvtsi. Pertenecía a los terratenientes de Podilsk (terratenientes) Simi y Berl Butsny, quienes recibieron una concesión de las tierras comunales de Transnistria del gran duque lituano Vitautas y del rey polaco Vladislao II de Polonia.
En la segunda mitad del siglo XVI aquí vino el derrocado señor feudal valaco Yeremiya Mogila (también conocido como Nazar Ismanov), quien adquirió Ivanykivtsi con derechos de propiedad privada y sentó las bases de la futura ciudad en 1595.
Como castillo fronterizo del estado polaco en el cruce de rutas comerciales, Mogilev se convirtió en un punto importante por el que pasaban todas las caravanas mercantiles desde Kiev y Galicia hasta Moldavia y Rumanía. Desde las cabeceras del Dniéster hasta la costa del Mar Negro, flotaba el bosque, barcos con pieles, sedas, cereales, frutas y otros bienes pasaban a Constantinopla, los Balcanes y todos los países del Mar Negro. En 1643 se abrió una oficina de aduanas en el cruce de Mogilev. Interesados en obtener ganancias, colonias enteras de comerciantes extranjeros (griegos, italianos, armenios, turcos, serbios, bosnios y, un poco más tarde, judíos) se establecieron en Mogilev. Se construyeron patios de comerciantes, aislados de la calle. Las calles de la ciudad también fueron nombradas según las características nacionales de la población de los barrios (griego, armenio). Las casas de madera de estilo oriental (asiático) distinguían la ciudad incluso desde el exterior de otras ciudades de Podillia. En el primer cuarto del siglo XVII Mohyliv se convirtió en un importante centro comercial y artesanal y fue la ciudad más poblada de la región de Podilsk, porque en número de habitantes superaba incluso a Kamianets.
El castillo de Mogilev sirvió de cobertura para el ejército polaco, que fue enviado para apoyar a los rebeldes contra el maestro moldavo Graziani. En 1620 tuvo lugar una batalla fallida con los turcos en los llamados campos de Tetsor. El ejército polaco fue derrotado y el hetman Stanislav Zholkewski murió en batalla y fue enterrado cerca del pueblo de Berezivka. Muchos nobles fueron capturados. Sólo Schoenberg, el jefe de artillería, con 200 soldados de infantería y varias docenas de jinetes y artilleros logró romper las filas enemigas y escapar a Mogilev "bajo la protección de un castillo fortificado".
En el verano de 1621, 40.000 zaporozhianos liderados por Hetman Yakov Borodavka cerca de Mogilev cruzaron el Dniéster y durante casi tres semanas frenaron el avance del ejército combinado turco-tártaro de Selim III, avanzando por la margen derecha del río. Y luego la batalla se desarrolló con nueva fuerza cerca de Khotyn, donde los cosacos liderados por el hetman Pyotr Sahaydachny junto con las tropas polacas derrotaron al enemigo. La guerra de liberación contra Polonia de 1648-1657 tuvo un impacto significativo en la vida de nuestra región. El hijo de uno de los artesanos de la ciudad, Maksym Krivonis, se convirtió en coronel cosaco. Después de las victorias en Zhovty Vody, Korsun, Batog, Kryvonys derrotó a las tropas polacas y entró en su ciudad natal. Según los anales, los polacos y los judíos fueron masacrados y los Ksyondzams fueron clavados. En 1650, Bohdan Khmelnytskyi viajó por nuestra ciudad primero para un compromiso y luego para una boda en Moldavia con su hijo Tymosh, quien se casó con la hija del terrateniente moldavo Vasyl Lupa Rozanda en la ciudad de Iasi.
La segunda mitad del siglo XVII. Se convirtió para Mogilev y para toda Transnistria media en un período de quizás las pruebas más difíciles de su historia. Los habitantes de Mogilev participaron activamente en los acontecimientos de la Revolución Nacional. En 1657, el regimiento cosaco de Transnistria dirigido por Ostap Gogol fue restablecido en Mogilev. Después de que Pyotr Doroshenko llegó al poder, Gogol inmediatamente se pasó a su lado.

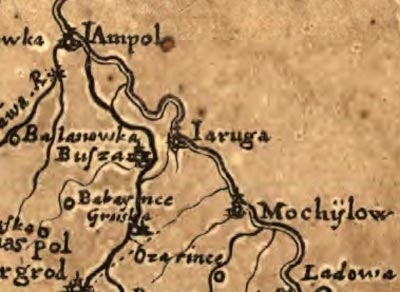
Mohylow (Mohyliv) en el mapa de Boplan 1648

En diciembre de 1666, los cosacos de Transnistria, como parte del ejército ucraniano, lucharon contra el ejército de la corona cerca de Bratslav y Brailov. En el otoño de 1667, las tropas ucranianas apoyadas por los tártaros entraron en Galicia. La situación en la margen derecha empeoró cuando Petro Doroshenko aceptó el protectorado de Turquía y el coronel Uman M. Khanenko fue proclamado hetman alternativo por Zaporizhia. En septiembre de 1670 firmó un acuerdo con la Commonwealth polaco-lituana. El ejército polaco en 1671 estaba comandado por uno de los líderes militares más destacados, el hetman de la corona Jan Sobieski. El 1 de octubre abandonó el campo desde Baru hacia Mohyliv. Parte de los habitantes de Mogilev con la guarnición cosaca se retiraron al lado moldavo del Dniéster y las autoridades de la ciudad enviaron una embajada expresando su disposición a capitular. Jan Sobieski anunció una amnistía para todos los residentes de Mogilev y a la guarnición polaca se le prohibió tocarlos. En el verano de 1672, un enorme ejército turco apoyado por unidades de P. Doroshenko invadió Podillia y capturó su capital, Kamianets-Podilskyi. Según los términos del tratado de paz firmado en octubre del mismo año entre Turquía y Polonia en la ciudad de Buchach, se suponía que el voivodato de Podil pasaría a Turquía. A partir de Podillia se formó una unidad administrativa especial del Imperio turco: eyalet o pashalyk "Eyalet Kamaniche". En enero de 1673, se emitió una berat (privilegio del sultán) en Andrianopol, según la cual Mogilev y sus alrededores fueron transferidos a Doroshenko de por vida. El comandante de Mogilev en ese momento era Ostap Gogol, que estaba en el campamento de Doroshenko con su regimiento. Pero ese mismo año comenzó a buscar contactos con los dirigentes militares polacos. En abril de 1674, Gogol envió unos 300 carros con alimentos desde Mogilev a la guarnición turca en Kamianets, y en mayo dejó entrar al ejército polaco en la ciudad.  
En 1675, en vísperas de la capitulación de Piotr Doroshenko ante Moscovia, Ostap Gogol fue nombrado atamán interino del ejército de Zaporizhzhya. La ciudad de Mohyliv se convirtió en el centro de una pequeña unidad administrativa: una nahiya, que formaba parte del Kamianetsk sanjak de Podilsk pashalyk. En ese momento vivían en él unas 760 personas. Hasta 1699 Podillia estuvo bajo dominio turco. Durante 27 años, las guarniciones turcas estuvieron estacionadas en las principales ciudades de estas tierras y, por lo tanto, en la memoria del pueblo muchas fortalezas todavía se consideran turcas, como, por ejemplo, los restos de la fortaleza en el pueblo de Ozaryntsi, Mogilev-Podilsky. Distrito, después de la guerra de liberación, casi toda Podillia estaba en ruinas, aunque Mohyliv sufrió menos destrucción. Con la transición de la ciudad nuevamente bajo el poder de Polonia, a principios de 1713, vino aquí en lugar de Potocki el administrador de Mogilev Key, Pavlo Hotsiwskyi. Griegos y armenios comenzaron a regresar por él. Durante el siglo XVIII Mohyliv continúa creciendo y desarrollándose como centro de artesanía y comercio en Podilly. Los artesanos de Mogilev se reúnen en los talleres. La ciudad vuelve a ser multinacional.
Los privilegios y estatutos concedidos a la ciudad fueron de gran importancia para el desarrollo económico de Mogilev de finales de la Edad Media. Entre ellos: la carta de 1742 de Franciszek Selezius Pototsky para la fundación de la parroquia armenia, el privilegio del propietario de la ciudad en 1743 para la introducción del voivodato armenio, el privilegio del rey para la apertura de un distrito de dos semanas Feria en Mogilev desde 1780. El privilegio de comerciar demuestra que la ciudad era el principal mediador del comercio en la región de Podilha entre Turquía y Valaquia, y tenía derecho a almacenar vino. Con el exitoso desarrollo del comercio y la artesanía, que proporcionaron suficientes beneficios materiales, también se formó la cultura espiritual de la población urbana. Fue en esta época cuando se construyeron en Mogilev templos religiosos de diversas confesiones religiosas, que aún hoy decoran la ciudad con su arquitectura, aunque algunos de ellos no han sobrevivido.
En Mogilev-Podilskyi se encontraba el cuartel general del hetman polaco S. Zholkiwski, que se hizo famoso en las guerras de liberación contra los turcos. Es aquí donde el hetman Petro Sahaidachnyi comienza su viaje. En 1621, Petro Konashevich Sahaidachnyi comenzó desde aquí su campaña hacia Khotyn.
En 1648, se formó el regimiento Mogilev del estado ucraniano "Cossack Hetmanate".
En 1654, el hetman de la corona Stefan Charnetsky quemó la ciudad; muchos residentes de Mogilev huyeron a Busha, donde participaron en su defensa. En 1655, la ciudad fue restaurada, el regimiento incluía a unos 20.000 levenes (como la gente llamaba a los cosacos de Transnistria en ese momento), Ostap Gogol (probable bisabuelo de Mykola Gogol) comenzó su servicio incluso entonces. Bajo el liderazgo de Hetman Pyotr Doroshenko, participaron en muchas batallas famosas, y en 1674, Ostap Gogol, que ya había jurado dos veces lealtad al zar de Moscú, traicionó a Doroshenko, aceptó la oferta del rey Juan III Sobieski y participó en la Batalla con los turcos cerca de Viena. En esta batalla de 1683, el ejército turco fue completamente derrotado. Los cosacos de Ostap Gogol, junto con el ejército polaco, salvaron a Europa del ejército turco en ese momento. De octubre de 1658 a 1676, el coronel fue Ostap Gogol.
A lo largo de su historia, la ciudad fue el epicentro de todos los acontecimientos ocurridos en esta región de Ucrania. Mohyliv-Podilskyi y sus habitantes soportaron muchas guerras y ataques, numerosos levantamientos y cambios de poder.

### Nuevo tiempo

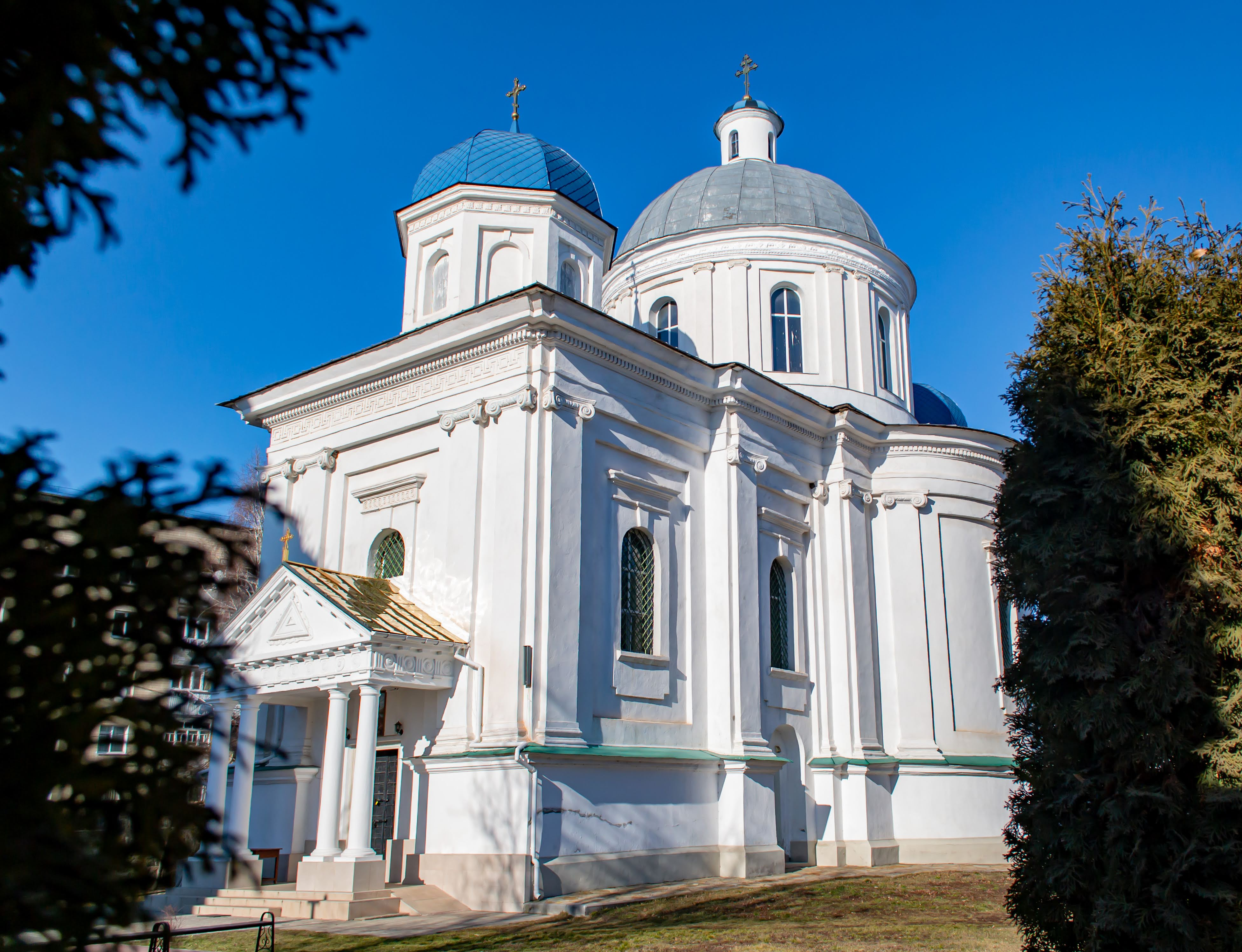
Catedral del Gran Mártir Jorge el Victorioso (Mohyliv-Podilskyi) 1808

En 1743, se construyó una iglesia católica romana de madera en honor a San Yuri a expensas de Franciszek Salesius Pototsky, gracias a los esfuerzos del sacerdote, el párroco Shymon Krzysztofowych (Hristofowych). El templo existió durante medio siglo, hasta 1792. Pero junto a ella, en 1772, se colocó una nueva iglesia católica armenia llamada "Visitación de la Santísima Virgen María de Santa Isabel" [2]. En la construcción se gastaron 129.565 zlotys, recaudados por el mismo sacerdote Szymon Hristofowicz (Szymon, Simon, Simeon Krzysztofowicz (en polaco Szymon Krzysztofowicz) (1729-1810), la mayor parte de los cuales fue donado nuevamente por F. S. Pototski. La construcción de la iglesia fue Stanislav-Shchensny, hijo de Pototsky, fue terminada en 1791. En esta iglesia había una imagen milagrosa de la Madre de Dios, y la exquisita arquitectura del local y las paredes exteriores estaban decoradas con el escudo de armas de la familia Pototsky Pilyava.[ 3] Mogylov se dividió a su vez en tres parroquias ortodoxas: San Mykolaiv, San Jorge y Pokrov. La Catedral de Piedra en honor a San Nicolás el Taumaturgo fue construida en 1754 gracias al esfuerzo de feligreses: búlgaros, serbios y moldavos. Fue construida en estilo bizantino, con un campanario cuadrangular de piedra de dos pisos separado de la iglesia. En la catedral había una imagen del templo de San Nicolás, venerado como milagroso y portador de regalos de plata, donado por Emperador Alejandro III en memoria del difunto Tsarevich Mykola Alexandrovych. En 1897 se abrió una escuela parroquial en la parroquia. 
En 1757, con el permiso de Pototsky, la colonia griega construyó por primera vez una iglesia de madera en forma de casa, que se llamó monasterio. Y en 1808, en su lugar se construyó una iglesia de piedra en honor a San Jorge el Víctor, que fue construida según el proyecto del arquitecto Freyvold y terminada en 1819. En 1888, con los esfuerzos y fondos del comerciante de Mogilev Leontii Aretsianov, se abrió una escuela parroquial, a cuyo beneficio legó 6.666 rublos.
En 1771, en el suburbio de "Derlo" se construyó una iglesia de piedra de una sola cúpula en honor a la Intercesión de la Santa Madre de Dios. En la parroquia de Pokrovsky, a la que pertenecía el pequeño pueblo de Ostrovy, en 1868 se abrió una escuela urbana de dos clases.
En 1775, en el suburbio de Nemia, se construyó una iglesia cruciforme de madera de Santa Paraskeva, cuyo verdadero fundamento era la cruz como fuente de salvación. Todos estos templos de culto eran una maravillosa decoración de la ciudad de esa época.
A finales del siglo XVIII en Podil sólo había una imprenta con escritura cirílica: la imprenta Mogilev-Podilsky del arcipreste Mykhailo Strilbytskyi. En 1795, Strilbytsky recibió permiso de Catalina II para trasladar su imprenta de Dubosar a Mogilev. Todos los materiales necesarios para la impresión (fuentes, grabados) se obtuvieron de la imprenta de Kiev-Pechersk Lavra. Se conocen 4 ediciones de esta imprenta. Tienen contenido secular y religioso, impresos en lenguas eslava eclesiástica y moldava. Más tarde, de 1798 a 1821, hubo otra imprenta en Mogilev, una judía.
Desde 1750, la ciudad utiliza su propio sello con escudo de armas: en el escudo hay una tumba con tres cimas, en el medio de la cual está coronada con una cruz de siete puntas (el escudo de armas de la familia Potocki es "Pylyava ").
A finales del siglo XVIII y principios del XIX. Mohylov era una de las mejores ciudades del distrito de Podillia, tanto en términos de apariencia como de desarrollo económico. La ciudad era famosa por sus jardines, viñedos, calles adoquinadas, productos de los artesanos locales y familias de comerciantes. Estas familias eran las empresas comerciales de los hermanos Rafalovich y Ashkenazi. Los griegos y los armenios elaboraban maravillosos productos de cuero y sapianos. Pero varios problemas y desgracias comenzaron a sobrevenir a la ciudad. En 1770 se descubrió aquí la peste, traída junto con pieles del Este. La peste se repitió en 1785 y en 1812. En 1784, 1812 y 1860, Mogilev sufrió mucho por una gran inundación en el Dniéster, pero sobre todo en 1808 por un incendio que destruyó el castillo y 146 de las mejores casas. Todas estas desgracias llevaron a Mohyli a un declive parcial. Griegos y armenios comenzaron a abandonar la ciudad, vendiendo sus almacenes y bancos comerciales a judíos, quienes gradualmente se hicieron cargo de todo el comercio local. Después de la segunda división de la Commonwealth polaco-lituana, en 1793, las tierras ucranianas de los voivodatos de Podilsk y Bratslav fueron anexadas al Imperio ruso. Posteriormente se reorganizaron en la provincia de Podilsk con el centro administrativo Kamianets-Podilskyi. Las antiguas residencias de los magnates pasan a manos de terratenientes rusos, los locales son desmantelados y revendidos. El catolicismo es muy limitado, los monasterios católicos se transforman en monasterios ortodoxos.
En 1795, Mohyliv se convirtió en ciudad distrital de la gobernación de Bratslav (desde 1796, provincia de Podilsk), y el 22 de enero de 1796. Se aprobó un nuevo escudo de armas para la ciudad: "En la parte superior del escudo, el escudo de Bratslav. En el inferior, sobre un fondo plateado, crecen uvas, que en las proximidades de esta ciudad darán buenos frutos.
En 1811, Mogilev, que hasta entonces había sido propiedad privada de los Pototsky, fue comprado por el gobierno ruso a Vincent Pototsky por 587.220 rublos en plata. En el siglo 19 El comercio en la ciudad floreció. El río Dniéster desempeñó un papel especialmente importante en el desarrollo de diversos tipos de comercio. La escala del transporte fluvial se evidencia en los siguientes hechos. En 1861 pasaron por el Dniéster 1.185 barcos con pan de cereales y 618 balsas de madera, y el valor de los productos transportados ascendió a 1.084.488 rublos. Además del transporte acuático, desde el siglo XIX. El transporte ferroviario comenzó a satisfacer las necesidades de los comerciantes locales. En 1892 se completó la construcción del ferrocarril Zhmerinka-Mohyliv. Las más activas fueron las conexiones de los comerciantes locales con Odessa, las ciudades de Moldavia y las tierras que formaban parte del Imperio austríaco. En 1895, en Mogilev había 56 empresas industriales: 3 fábricas de jabón, 4 fábricas de velas y sebo, 5 curtidurías, una cervecería, una fábrica de mantequilla, 3 molinos de agua, 9 fábricas de ladrillos y tejas, 17 alfarerías, 3 fábricas de agua mineral, así como así como 2 imprentas, 2 fotografías, 372 comercios, 6 almacenes, 43 tabernas, 13 posadas, 19 almacenes y bodegas de vinos. En 1897, se añadió al número de empresas industriales una pequeña fundición de hierro, construida en los suburbios de Nemia por el burgués de origen alemán Herman Kelder. En 1895, el tesoro de la ciudad recibió 3.094,8 rublos por la venta de documentos por el derecho a dedicarse al comercio y la industria, 2.074 rublos. de las ganancias de tabernas, posadas y puestos de comida.
Una importante esfera de actividad de la población de la ciudad era la agricultura, a la que se dedicaban 400 familias. La ciudad poseía casi el 90% de la tierra cultivable (57% de toda la tierra de la ciudad) y otras 267 áreas bajo potreros.
En Mogilev había dos hospitales con 47 camas, uno cristiano y otro judío, y una pensión privada para mujeres con 7 clases. Según el censo de población de toda Rusia de 1897, en Mogilev vivían 22.315 personas.
Los habitantes de la ciudad y de los pueblos cercanos participaron activamente en el levantamiento antifeudal de 1768, bajo el liderazgo de Maxim Zalizniak e Ivan Gonta.
En 1795, después de numerosos cambios de poder, la ciudad fue comprada por el tesoro ruso a sus propietarios polacos y anexada al Imperio Ruso. En 1796, a la ciudad se le concedió el estatus de ciudad distrital dentro de la provincia de Podilsk.
A partir de la segunda mitad del siglo XIX, con el desarrollo de la navegación por el río Dniéster, Mohyliv-Podilski se convirtió en el centro del comercio de cereales en Transnistria. El muelle de Mogilev era uno de los tres más grandes de Podil, lo que convirtió la ciudad en uno de los centros comerciales más concurridos de la margen derecha de Ucrania. En 1861, la ciudad contaba con 1,5 mil habitantes pertenecientes a la clase mercantil, más que en cualquier otra ciudad de la provincia de Podilsk. Los comerciantes de Mogilev controlaban el flujo de mercancías que pasaban por el Dniéster desde Podillia y Halychyna hasta el puerto marítimo de Odesa (madera, pan, harina, cal, alcohol, frutos secos, cuero, etc.). La red comercial de la ciudad incluía 9 tiendas y 324 tiendas, además, Mogilev tenía derecho a celebrar dos ferias de dos semanas al año. Además del comercio, los habitantes de Mogilev-Podilskyi se dedicaban a diversos tipos de artesanías; en 1861 había en la ciudad 1.166 artesanos que representaban 25 especialidades. El mayor número eran zapateros (383 personas), zapateros (222), sastres (123) y toneleros (93). La industria a mediados del siglo XIX era insignificante: había 2 empresas de tabaco, 4 de manteca y velas, 8 empresas de cuero, una de manteca y una de jabón. Los acontecimientos importantes para Mogilev-Podilskyi fueron: la aparición de una conexión telegráfica en 1861, el desarrollo y aprobación de un plan para el desarrollo y construcción de la ciudad en 1873 y la apertura de una verdadera escuela en 1880-1881.
La ciudad se desarrolló rápidamente después de la instalación del ferrocarril: en agosto de 1892 se puso en funcionamiento la línea ferroviaria Zhmerinka-Mohyliv y en diciembre de 1893, la línea ferroviaria Mohyliv-Oknytsia-Novoselytsia. Esto contribuyó al desarrollo de la industria: se abrieron una planta mecánica y de fundición de hierro (1897), dos molinos de vapor (1892 y 1894), etc. Creció la población de la ciudad, que según el censo de 1897 ascendía a 22.315 habitantes (el cuarto indicador en la provincia de Podilsk después de Kamianets-Podilskyi, Vinnytsia y Proskurov).[5] A principios del siglo XX, la población de la ciudad era de unas 32.000 personas (1910), y siguió aumentando debido al reasentamiento de campesinos de pueblos cercanos que se trasladaron a la ciudad en busca de trabajo. A finales del siglo XIX y principios del XX se formó una guarnición permanente en Mogilev-Podilskyi, para la cual se construyó una ciudad militar en 1893-1894. A partir de 1895, el 73.º Regimiento de Infantería de Crimea estuvo acuartelado en la ciudad y, antes del estallido de la Primera Guerra Mundial, el 48.º Regimiento de Infantería de Odessa y el 16.º Regimiento de cosacos del Don.

## Demografía
La ciudad ha tenido la siguiente evolución demográfica:
- 1897: 22 315 habitantes
- 1926: 22 271 habitantes
- 1959: 21 208 habitantes
- 1989: 36 003 habitantes
- 2001: 32 853 habitantes
- Todas las estimaciones posteriores a 2010 sitúan la población en torno a 32 000 habitantes

Según el censo de 2001, la gran mayoría de la población era hablante de ucraniano (92.25%), existiendo una minoría de hablantes de ruso (7.06%).